# جزيرة مكوع
جزيرة مُكَوَّع هي جزيرة صغيرة على البحر الأحمر، عند المدخل الشمالي لخليج فول في محافظة البحر الأحمر في مصر. إنها واحدة من مجموعة صغيرة من الجزر التي تقع في خليج برنيس، بما في ذلك جزيرة روكي وجزيرة سانت جون. يُعتقد أنه كان ذات يوم جزءًا من مصر القارية ومتصلًا عبر رأس باناس، إلا أنه تم فصله إما عن طريق التآكل أو ارتفاع منسوب مياه البحر.